# Фостер, Тони
Тони Фостер (англ. Toni Foster; род. 16 октября 1971 года в Мемфисе, Теннесси) — американская профессиональная баскетболистка, выступала в женской национальной баскетбольной ассоциации. Была выбрана на драфте ВНБА 1997 года в первом раунде под общим восьмым номером клубом «Финикс Меркури». Играла в амплуа тяжёлого форварда и центровой.

## Ранние годы
Тони Фостер родилась 16 октября 1971 года в городе Мемфис (штат Теннесси). В детстве её семья переехала в город Чикаго (штат Иллинойс), где она училась в средней школе Джон Маршалл Метрополитан, в которой играла за местную баскетбольную команду.